# The Land of Hope (film, 1921)
Pour plus de détails, voir Fiche technique et Distribution.
The Land of Hope est un film américain réalisé par Edward H. Griffith, sorti en 1921.

## Synopsis
Dans le bateau qui l'amène aux États-Unis, Marya Nisko tombe amoureuse d'un autre immigrant polonais, Sascha Rabinoff. À son arrivée, elle découvre la pauvreté de sa sœur et devient femme de chambre, puis obtient une audition comme danseuse auprès d'un directeur de théâtre. Elle obtient un engagement grâce à Stephen Ross, qui s'occupe de sa formation. Pendant ce temps, Sascha en est réduit aux soupes populaires mais attire l'attention d'un riche philanthrope, Josef Marinoff, qui aime son idée d'un foyer pour immigrants. Grâce à Marinoff, Sascha et Marya seront réunis. 

## Fiche technique
- Titre original : The Land of Hope
- Réalisation : Edward H. Griffith
- Scénario : Fred Myton, Robert Milton, Frederick Hatton, Fanny Hatton
- Photographie : Gilbert Warrenton
- Société de production : Realart Pictures
- Pays d’origine :  États-Unis
- Langue originale : anglais
- Format : noir et blanc — 35 mm — 1,37:1 — film muet
- Genre : drame
- Durée : 5 bobines
- Date de sortie :
  - États-Unis : juillet 1921

## Distribution
- Alice Brady : Marya Nisko
- Jason Robards Sr. : Sascha Rabinoff
- Ben Hendricks Jr. : Jan
- Schuyler Ladd : Serge Kosmanski
- Larry Wheat : Stephen Ross
- Martha McGraw : Sophia
- Betty Carsdale : Mildred St. John
- Fuller Mellish : Josef Marinoff